# 中国社会主义青年团鹤山特别支部驻地
中国社会主义青年团鹤山特别支部驻地，位于中国广东省江门市鹤山市雅瑶镇雅瑶罗经村。
为鹤山市文物保护单位，类型为近现代重要史迹及代表性建筑，公布时间为1994年。中国社会主义青年团鹤山特别支部驻地的历史年代为现代。